# Chironomus suwai
Chironomus suwai är en tvåvingeart som beskrevs av Golybina, Martin, Kiknadze, Siirin, Ivanchenko och Makarchenko 2003. Chironomus suwai ingår i släktet Chironomus och familjen fjädermyggor. Inga underarter finns listade i Catalogue of Life.